# غوش قطيف
غوش قطيف (بالعبرية: גוש קטיף) كانت كتلة من 21 مستوطنة إسرائيلية في جنوب قطاع غزة.
وفي آب 2005، قام الجيش الإسرائيلي وبقرار مجلس الوزراء وقسراً إزالة 8600 نسمة من سكان غوش قطيف من منازلهم. وهدمت مجتمعاتهم كجزء من الانسحاب الإسرائيلي أحادي الجانب من قطاع غزة في خطة فك الارتباط الأحادية الإسرائيلية.

## المستوطنات في غوش قطيف
1. بيدولح בדולח (lit. Crystal)
2. بني عتسمون בני עצמון (named after the Atzmona community in Sinai)
3. دوجيت דוגית (small boat)
4. إيلي سيناي אלי סיני (named after Sinai)
5. جديد גדיד (الجيم مصرية)
6. جان أور גן אור (lit. Garden of light)
7. جاني طل גני טל (lit. Gardens of dew)
8. كفار داروم כפר דרום (lit. South village)
9. كفار يم כפר ים (lit. Village of the sea)
10. كيرم عتسمونا כרם עצמונה
11. موراج מורג (lit. Harvest scythe)
12. نيفا دكليم נוה דקלים (lit. Palm tree Oasis)
13. نتسار حزاني נצר חזני (named after Cabinit Minister Michael Hazani)
14. نتساريم נצרים (lit. scions)
15. نيسانيت ניסנית (وتعني نيسان)
16. بي آت شدا פאת שדה (وتعني حافة الميدان)
17. كطيف קטיף (وتعني قطف الأزهار)
18. رفياح يم רפיח ים
19. شيرات هايم שירת הים (وتعني أغنية البحر)
20. شلاف שליו (وتعني طائر السلوى أو السمان)
21. تيل كطيف